# Baie de l'Observatoire
Pour les articles homonymes, voir Observatoire.
La baie de l'Observatoire est un site naturel, scientifique et historique des îles Kerguelen, dans les Terres australes et antarctiques françaises. Cette baie forme une échancrure du Plateau Central de la Grande Terre à la pointe orientale de la presqu'île du Gauss. Elle constitue une partie du golfe du Morbihan, au centre-nord de celui-ci. C'est un espace maritime relativement fermé, qui couvre environ 6 km2, protégé au nord-est par l'île aux Moules.
La baie de l'Observatoire, à l'origine "Observatory Bay", doit son nom à la mission astronomique britannique qui y avait établi son camp principal en 1874. Une mission scientifique allemande s'est ensuite installée au même endroit en 1901.
En 2006-2007, une expédition d'archéologues missionnée par les TAAF a mis en lumière les différentes strates d'occupation du site.

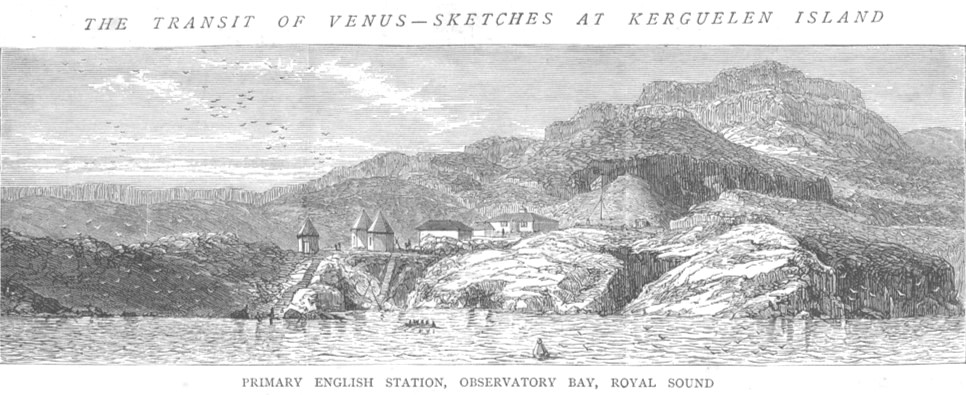
Baie de l'Observatoire (Kerguelen) - Illustration parue dans The Graphic du 27 mars 1875 du camp principal de la mission astronomique britannique de 1874.

## Géographie
La baie de l'Observatoire constitue un espace maritime relativement clos, délimité à l'ouest par la pointe sud-est de la presqu'île du Gauss, au nord par la pointe est de cette même presqu'île, à l'est par l'île aux Moules et au sud-est par l'île Heugh.
Par rapport à ce secteur maritime qui figure ainsi sur la carte topographique générale de Kerguelen, la carte marine semble restreindre l'appellation "baie de l'Observatoire" au secteur proche de la côte de la presqu'île du Gauss. En outre, une des anses au nord de la baie y porte le nom d'anse Philippi, en hommage à Emil Philippi, géologue allemand de la Südpolar-Expedition.
Deux îlots émergent de la baie. L'un est proche de l'île aux Moules. L'autre, l'île aux Moines, ainsi officiellement nommé depuis 2017, se situe en avant d'un étroit promontoire long de plus d'un kilomètre qui s'avance dans la mer.
Trois passes permettent d'accéder à la baie de l'Observatoire, l'une, à proximité de l'île Haute, entre la presqu'île du Gauss et l'île aux Moules, la seconde entre l'île aux Moules et l'île Heugh, la troisième entre l'île Heugh et la presqu'île du Gauss. Cette dernière passe, dont les profondeurs dépassent les 20 mètres, est la seule que peuvent emprunter les grands navires.

## Histoire

### Carpenter's Harbor
Dans le récit qu'il fit de ses campagnes de chasse aux Kerguelen, le capitaine Joseph J. Fuller rapporte  l'arrivée de l'expédition astronomique britannique en 1874. Il a notamment rendez-vous avec le H.M.S. Volage à Carpenter's Harbor où il constate que les Anglais ont déjà érigé à terre un observatoire "substantiel". Dans ce même ouvrage, il explique que cet endroit était ainsi appelé parce que, vers 1848 ou 1849, deux charpentiers de marine, dont son propre père, y avaient assemblé une goélette devant assister le Corinthian  du capitaine Slate.
Cependant, si le récit du capitaine Fuller indique explicitement que depuis le mouillage à Carpenter's Harbor, il voyait clairement le chantier de construction en cours de l'observatoire, l'absence de documents cartographiques ne permet pas d'établir précisément ce que recouvrait cette appellation. Par ailleurs, dans ses notes, Eaton définit "l'isthme au fond de l'anse du Charpentier" (isthmus at the head of Carpenter's Cove) comme séparant les collines du Mont Crozier de celles de l'ouest, c'est-à-dire sans conteste l'actuel isthme du Lac. Il note aussi la présence du lichen Neuropogon Taylori sur les roches jusqu'à 300 m d'altitude à Carpenter's Cove... sauf à proximité de la baie de l'Observatoire. Il existe donc une certaine correspondance entre ces deux entités géographiques mais trop floue pour qu'on puisse les considérer comme totalement équivalentes.

### Mission scientifique britannique

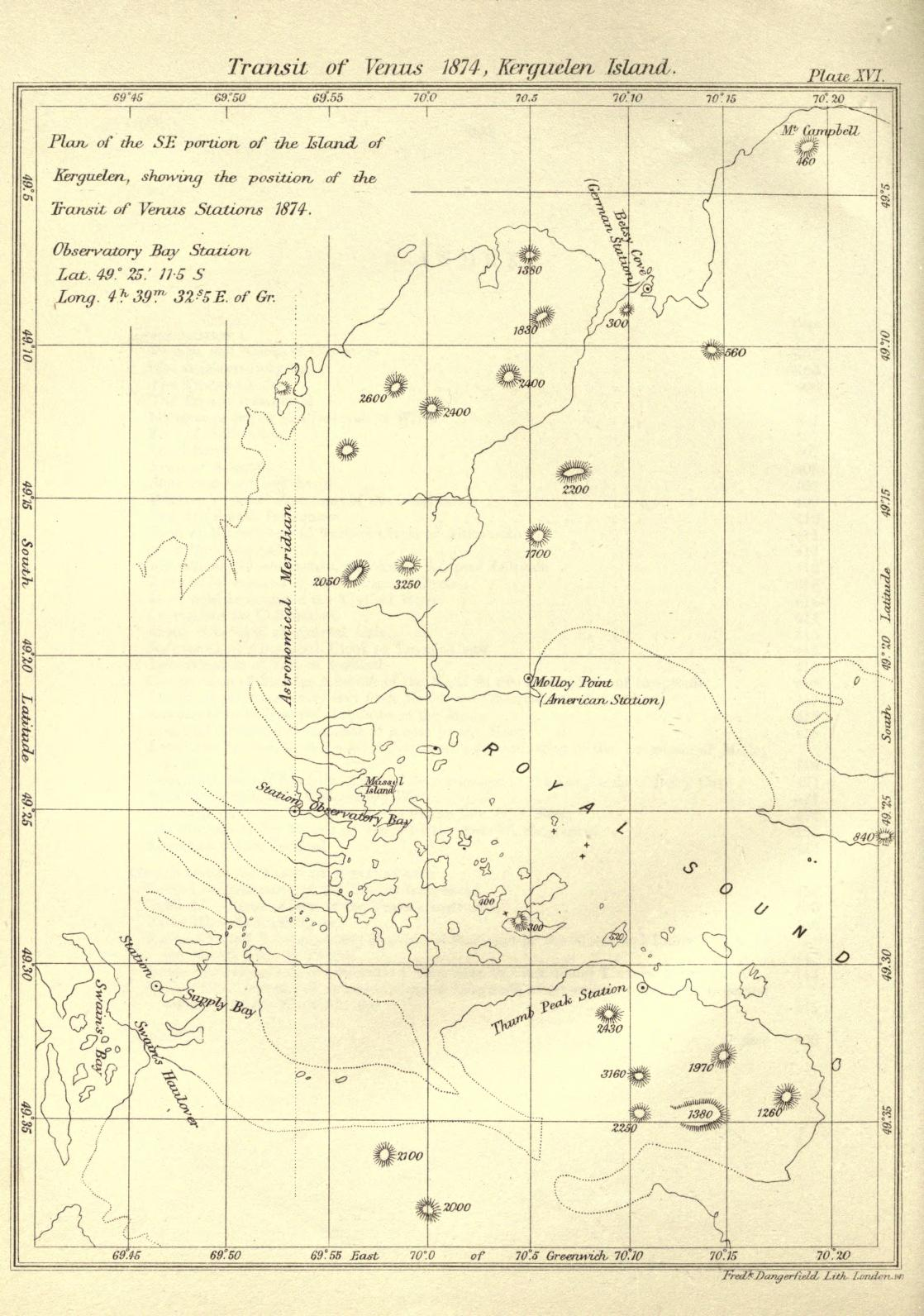
Carte dressée par les Britanniques en 1874 indiquant l'emplacement de la station principale d'observation du transit de Vénus en baie de l'Observatoire et ceux des stations secondaires de l'anse du Supply et du Pouce.

Pour observer le transit de Vénus de 1874, le gouvernement britannique monte cinq expéditions scientifiques dont l'une doit se rendre aux Kerguelen, les quatre autres à Hawaï, en Égypte, en Nouvelle-Zélande et à l'île Rodrigues.
Le HMS Volage commandé par le capitaine Henry Fairfax, avec à son bord l'équipe d'observation et une partie des instruments, appareille de la ville du Cap le 18 septembre 1874. Il est accompagné d'un  navire de conserve, le HM Supply. Les deux bâtiments jettent l'ancre dans le golfe du Morbihan le 8 et le 11 octobre. Le capitaine Fairfax nomme spontanément l'endroit choisi pour implanter la station Observatory Bay. Les Britanniques décident d'adopter ce nom, aux côtés de Supply Bay et de Thumb Peak pour les deux établissements secondaires, ainsi que cela apparaît sur la carte qu'ils dressent de la localisation des trois stations d'observation. Quant à l'ensemble formé par les divers bâtiments de la baie de l'Observatoire, il est plaisamment surnommé Airy Town en référence à George Biddell Airy, l'Astronome royal, directeur de l'Observatoire royal de Greenwich.
L'équipe scientifique est dirigée par le révérend père jésuite Stephen Joseph Perry, astronome et géophysicien. L'installation à terre est opérationnelle début novembre 1874,. Le transit de Vénus a lieu le 9 décembre 1874 mais le passage de la planète devant le Soleil n'est finalement pas observé depuis la baie de l'Observatoire à cause de la couverture nuageuse. Heureusement, le succès est au rendez-vous à la station secondaire de l'anse du Supply qui bénéficie au bon moment d'un ciel dégagé. La mission se poursuit jusqu'au 27 février 1875 afin de s'assurer d'une mesure des coordonnées géographiques avec la plus grande précision possible. 
Outre les astronomes et topographes, l'expédition bénéficie de la présence du naturaliste Alfred Edwin Eaton qui peut ainsi prospecter les abords des stations et se faire déposer ici et là sur les rivages par le HMS Volage.
Lors de la mission, un matelot de 23 ans décède à bord du HMS Volage. Il est alors enterré en baie de l'Observatoire près du camp britannique et sa tombe est ornée d'une croix monoxyle gravée à sa mémoire.
En souvenir de cette mission, un petit sommet haut de 151 m proche du site de l'observatoire a été baptisé Mont de Vénus.

### Mission scientifique allemande

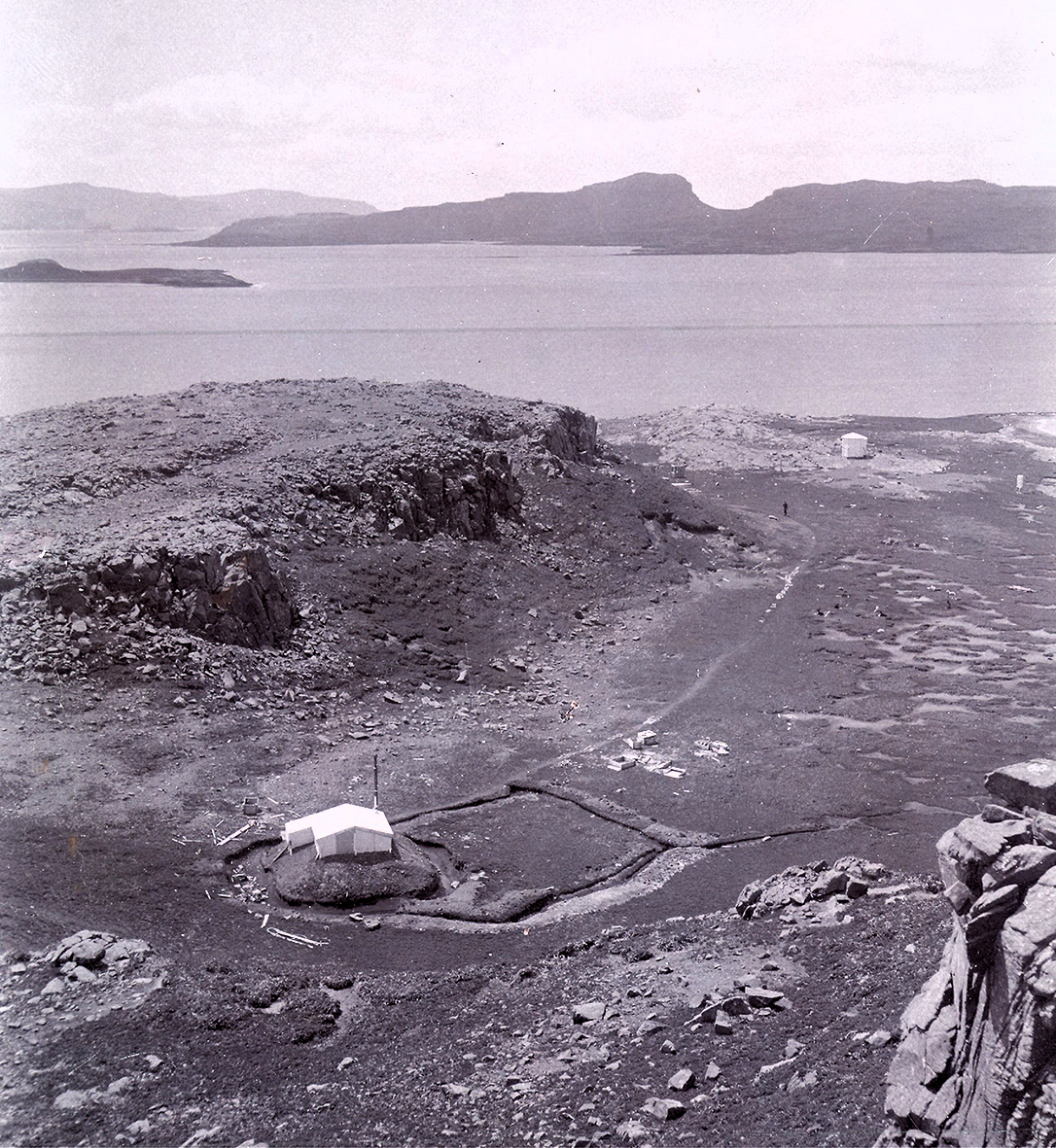
Vue générale avec l'habitation allemande en 1902.

En 1901, les Allemands, qui ont décidé de s'engager dans l'aventure polaire, organisent une expédition scientifique vers l'Antarctique, la deutsche Südpolar-Expedition dirigée par Erich von Drygalski à bord du navire Gauss. Malgré les hésitations lors du projet, il est finalement décidé de coupler à cette expédition, l'installation d'une station d'études aux îles Kerguelen,.Le but est de mesurer le magnétisme terrestre (les Kerguelen étant relativement proches du pôle sud magnétique), d'effectuer des relevés météorologiques et de mener des observations naturalistes.
Pour assurer la logistique nécessaire à la construction de la station et à l'approvisionnement de l'expédition Gauss, un navire, le Tanglin, est spécialement affrété au départ de Sydney. Il emmène aussi les chiens de traîneau ainsi que les deux premiers membres de l'équipe devant séjourner aux Kerguelen : le physicien chargé de l'étude du magnétisme Karl Luyken et le météorologue Josef Enzensperger. 
Il était à l'origine prévu d'implanter la station au Port des Îles, mais arrivant sur place, les Allemands conviennent rapidement que ce site n'est pas approprié. Ils se déplacent alors vers la baie de l'Observatoire (die Beobachtung-Bucht) où ils fixent leur choix sur l'emplacement déjà utilisé par les Britanniques vingt-sept ans plus tôt. Ils y débarquent le 9 novembre 1901 et s'emploient aussitôt à aménager le terrain et à construire les bâtiments, en réutilisant en partie les vestiges de la mission astronomique de 1874. Alors que le béribéri affectait les  manœuvres chinois du Tanglin depuis son départ d'Australie, deux d'entre eux meurent pendant le temps du chantier et on les enterre à environ 500 m du camp. 
Lorsque le Gauss arrive à Kerguelen le 2 janvier 1902, Drygalski constate le bon avancement des travaux. Le mois de janvier est mis à profit pour effectuer les premières mesures et terminer l'installation. Il faut notamment drainer un sol gorgé d'eau pour assurer la stabilité des dalles et des instruments. Le 29 janvier, le Gauss est prêt à filer vers le grand sud. Cinq hommes ayant comme chef de mission le biologiste Emil Werth, restent alors à Kerguelen. Outre Werth, Enzensperger et Luyken, un assistant biologiste-cuisinier et un navigant-assistant, Wienke et Urbansky, complètent l'équipe. 
Les conditions de vie sont très dures. Josef Enzensperger meurt le 2 février 1903, victime du béribéri. Lorsque le navire Strassfurt, chargé de rapatrier les Allemands parvient aux Kerguelen fin mars 1903, le camp se trouve en grand désordre. La mission est rapatriée en Allemagne le 1er avril 1903.
La toponymie actuelle a retenu le souvenir des trois scientifiques pour désigner trois lieux importants de l'archipel : le mont Werth, l'un des sommets de la péninsule Courbet, le bras Karl Luyken qui sépare cette même péninsule de l'île Haute et le bras Enzensperger, entre l'île Australia et le plateau Central. La mission allemande a elle-même attribué à divers sites certains noms dont une dizaine ont été validées par la commission de toponymie, notamment la presqu'île du Gauss ou la pyramide Branca.

### Première expédition Rallier du Baty
Les membres de l'expédition du J.B. Charcot menée par Raymond Rallier du Baty et son frère Henri visitent le site en avril 1908. Entre octobre et décembre, ils occupent la maison de la mission allemande, après que Raymond seul l'a sommairement retapée quelques semaines plus tôt et y a fait la rencontre du chien blanc abandonné par les Allemands. L'équipage procède à la fonte de graisse d'éléphants de mer au bord de la baie de l'Observatoire mais l'éloignement des colonies est un handicap.

### Mission Pierre Decouz
Pierre Decouz et le guide savoyard Valérien Culet, ont été chargés par la Compagnie générale des îles Kerguelen de découvrir des terrains favorables à l'élevage ovin. Ils arrivent à Port-Jeanne-d'Arc le 31 janvier 1912. Ils explorent alors le Sud de la péninsule Courbet et le promontoire du Prince de Galles.
Après un aller-retour rapide à Durban d'où ils ramènent une petite troupe de moutons, vingt brebis mérinos et trois béliers du Romney Marsh, ils s'installent fin mars à la baie de l'Observatoire. Une petite maison leur est construite à côté de la maison allemande ainsi qu'un enclos pour les animaux. Ils y demeurent jusqu'au 18 octobre 1912, date à laquelle ils sont ramenés, épuisés et démoralisés, à Port-Jeanne-d'Arc.

### Expédition BANZARE
L'expédition BANZARE visite la baie de l'Observatoire entre le 19 et le 21 février 1930. Les cabanes des expéditions scientifiques se trouvaient alors encore dans un état "raisonnablement correct" ; cependant une montagne de bouteilles vides et des détritus de toutes sortes jonchaient l'endroit. Le professeur Thomas Harvey Johnston profite de cette excursion pour procéder à des échantillonnages biologiques au bord de la mer et Frank Hurley pour prendre quelques photos du site.

### Mission archéologique
Le site de la baie de l'Observatoire est inventé par la Mission du patrimoine des TAAF dirigée par l'archéologue Jean-François Le Mouël qui repère, lors d'une visite exploratoire, un certain nombre d'éléments mobiliers de surface et détermine que le site, occupé à plusieurs reprises, possède une stratigraphie archéologique, fait rare dans la région. Dans le cadre de l'Année polaire internationale, le service du patrimoine historique et des sites archéologiques des TAAF envoie une mission archéologique internationale composée de huit membres dans la baie de l'Observatoire. Ils y mènent leurs travaux de recherche scientifique du 18 décembre 2006 au 15 février 2007, exhumant un ensemble de quelque 4 500 artefacts et permettant la mise à jour des différentes strates d'occupation du site.

## Écologie

### Espèces introduites
C'est à la baie de l'Observatoire près de la station astronomique que furent déposés les premiers lapins introduits à Kerguelen. L'équipage du Volage en avait collecté une centaine à Robben Island en Afrique du Sud, avec l'intention de pourvoir à la subsistance des marins visitant l'archipel et des éventuels naufragés. Une première caisse de lapins fut ainsi ouverte le 22 octobre 1874.  
Au cours des années 1975-1980, des alevins de saumon atlantique ont été introduits dans la rivière des Korrigans. Vingt à trente ans plus tard, il n'y a plus été retrouvé d'individus de cette espèce. Cependant, des truites communes sont actuellement présentes dans ce même système hydrographique. Cette population de truites est issue, pour partie certaine, d'une colonisation à partir de la péninsule Courbet, comme l'ont attesté les études génétiques, et pour partie probable, d'une contamination du stock initial d'alevins, puisque des hybrides truite-saumon ont été détectés. En revanche, les autres ruisseaux se déversant dans la baie de l'Observatoire sont restés vierges de toute présence de salmonidés, au moins jusqu'en 2012.

## Activités actuelles
L'Institut polaire français dispose d'un refuge, la cabane des Korrigans, destiné à abriter les équipes de recherche scientifique qui doivent opérer dans le nord du Plateau central. Ladite cabane, distante d'environ 3 km du camp historique, est située tout au fond de l'anse nord-ouest de la baie de l'Observatoire, près de l'embouchure d'un système de ruisseaux et de lacs dont le principal est le lac des Korrigans.
Un marégraphe est toujours présent à l'emplacement choisi par les missions historiques en contrebas de l'ancienne station. Il fait l'objet de relevés manuels apériodiques.

## Philatélie
En 2011, les TAAF ont émis un timbre-poste en hommage au météorologue Josef Enzensperger de la mission allemande de 1901-1903.
En 2024, pour célébrer le 150e anniversaire de l'observation du passage de Vénus devant le Soleil, un bloc postal est émis de 4 timbres, dont l'un représente la station britannique à la baie de l'Observatoire.